# Barry Unsworth
Barry Unsworth, född 10 augusti 1930 i Wingate i County Durham, död 4 juni 2012 i Perugia i Italien, var en brittisk författare. Han tilldelades Bookerpriset 1992 för Sacred Hunger.

## Priser och utmärkelser
- Bookerpriset 1992 för Sacred Hunger
- The Martin Beck Award 1997 för Döden och gycklarna